# Henk van Steeg (dj)
Henk van Steeg (Huizen, 31 maart 1980) is een Nederlandse radio-dj en televisiepresentator.

## Biografie
Van Steeg volgde na de middelbare school een bouwkunde-opleiding. In die periode werkte hij bij de lokale omroep Radio Phohi in Huizen, wat zijn passie voor radio aanwakkerde. Na de bouwkunde-opleiding afgerond te hebben, ging hij Journalistiek aan de Christelijke Hogeschool Ede studeren. Via Omroep Ede, een stage bij 3FM en een eigen middagprogramma op YAM FM kwam hij opnieuw bij 3FM terecht. Hier presenteerde hij in 2007 het radioprogramma Henk op maandagochtend van 01:00 tot 04:00 uur in de zendtijd van de Evangelische Omroep.
Voor de Evangelische Omroep werkte hij in die tijd ook mee aan het Radio 2-programma De Gouden Greep, in eerste instantie in de redactie en productie, later ook als presentator. Vanaf november 2007 ging hij volledig voor Radio 2 werken, waar hij met Arie Boomsma twee avonden per week tussen 23:00 en 01:00 uur het programma 2 in de Foyer presenteerde. In de periode 2008–2013 presenteerde Van Steeg van maandag t/m donderdag van 23:00 tot 01:00 uur het programma Laat op 2, en als vervolg hierop Van Steeg tot 1 van 2 september 2013 tot december 2015 (op dezelfde weekdagen van 22:00 tot 01:00 uur). In 2011, 2012 en 2013 maakte Van Steeg deel uit van het presentatorenteam van de NPO Radio 2 Top 2000. Sinds januari 2016 presenteerde hij op de zondagavond tussen 20:00 en 22:00 uur Thank God It's Sunday. Op 27 september 2020 was de laatste uitzending, en stopte Van Steeg na 13 jaar bij NPO Radio 2 om zich volledig te kunnen focussen op zijn programma's op NPO Radio 1.
Op NPO Radio 5 presenteerde Henk van Steeg van 2010 tot 2013 Leef je Geloof. In januari 2016 werd hij er de eerste presentator van het programma Thuis op 5. Vanaf september 2018 was hij te horen als presentator van het EO-NOS radioprogramma Langs de Lijn En Omstreken op NPO Radio 1, vaak samen met Robbert Meeder. Hier stopte hij in november 2021 mee, om weer over te stappen naar NPO Radio 5, waar hij het programma Open Huis presenteert.

### Televisie
Naast radio is Van Steeg ook te zien op televisie. Van september 2016 tot en met december 2017 was Van Steeg een van de presentatoren van het televisieprogramma Geloof en een Hoop Liefde op NPO 2. Vanaf januari 2018 presenteert hij samen met Bert van Leeuwen het programma Van Harte op dezelfde zender. Daarnaast is hij te zien als presentator van Nederland Zingt.
Huidige: · Annemieke Schollaardt · Bart Arens · Carolien Borgers · Evelien de Bruijn · Corné Klijn · Daniël Lippens · Desiree van der Heiden · Dolf Jansen · Eddy Keur · Emmely de Wilt · Evert Duipmans · Jan-Willem Roodbeen · Jeroen Kijk in de Vegte · Jeroen van Inkel · Leo Blokhuis · Martine ten Klooster · Morad El Ouakili · Paul Rabbering · Ruud de Wild · Shay Kreuger ·Tannaz Hajeby · Thomas Hekker · Willemijn Veenhoven
Voormalige: Alfred van de Wege · Andrew Makkinga · Bert Haandrikman · Bert Kranenbarg · Cees van Zijtveld · Cielke Sijben · Daniël Dekker · Edwin Diergaarde · Felix Meurders · Ferry Maat · Frank du Mosch · Frits Sissing · Frits Spits · Gerard Ekdom · Giel Beelen · Gijs Staverman · Hans Schiffers · Henk van Steeg · Jan Paul Grootentraast · Jasper de Vries · Jeanne Kooijmans · Jeroen Mulder · Jetske van Staa · Jurgen van den Berg · Karel van Cooten · Kasper Kooij · Kimberley Dekker · Malou Holshuijsen · Marc Adriani · Marisa Heutink · Mart Smeets · Miranda van Holland · One'sy Muller · Peter Schuiten · Peter van Bruggen · Rick van Velthuysen · Rob Stenders · Roeland van Zeijst · Ron Stoeltie · Rutger Radstaake · Ruud Hermans · Sander de Heer · Sander Guis · Sara Kroos · Simone Walraven · Ted de Braak · Thijs Maalderink · Thomas van Vliet · Timur Perlin · Toine van Peperstraten · Tom Mulder · Will Luikinga · Yora Rienstra· Wouter van der Goes· Frank van 't Hof · Stefan Stasse  ·